# به دل نگیر (فیلم ۲۰۲۳)
به دل نگیر (به انگلیسی: No Hard Feelings) فیلم کمدی جنسی آمریکایی محصول ۲۰۲۳ به کارگردانی جین استوپنیتسکی است که از فیلم‌نامه‌ای به نویسندگی او و جان فیلیپس ساخته شده‌است. جنیفر لارنس (که تهیه‌کننده نیز هست) نقش رانندهٔ اوبر ۳۲ ساله‌ای را ایفا می‌کند که آگهی تبلیغاتی برای قرار گذاشتن با جوان ۱۹ سالهٔ خجالتی (با بازی اندرو بارت فلدمن) را می‌پذیرد. لارا بنانتی، ناتالی مورالس و متیو برودریک در نقش‌های مکمل حضور دارند.
به دل نگیر در ۲۳ ژوئن ۲۰۲۳ به‌وسیلهٔ گروه سینمایی سونی پیکچرز در ایالات متحده اکران شد. این فیلم نقدهای اکثراً مثبتی از طرف منتقدان دریافت کرد و بیش از ۸۵ میلیون دلار فروش داشته‌است.

## خلاصه داستان
داستان فیلم در مونتاوک، نیویورک می‌گذرد، که در آن‌جا مدی، یک راننده اوبر که پس از سلب مالکیت خودرویش با ورشکستگی مواجه است، یک پست غیرمعمول در کریگزلیست را می‌پذیرد. کارفرمایان جدید او والدینی هستند که متوجه شده‌اند پسر نوجوان از لحاظ اجتماعی کم‌تجربه اما از لحاظ تحصیلی با استعداد آن‌ها علاقه‌ای به تعاملات انسانی، قرار ملاقات با زنان یا رابطه جنسی ندارد. در ازای دریافت یک بیوک ریگال، او موافقت می‌کند که «دوست‌دختر» پسرشان شود و به او کمک کند تا وارد زندگی بزرگسالانه شود.

## بازیگران
- جنیفر لارنس در نقش مدی بارکر[۶]
- اندرو بارت فلدمن در نقش پرسی بکر[۶]
- متیو برودریک در نقش لیرد بکر[۶]
- لارا بنانتی در نقش آلیسون بکر[۶]
- ناتالی مورالس در نقش سارا[۶]
- اسکات مک‌آرتور در نقش جیم[۶]
- ابن ماس-بچراک در نقش گری[۶]
- حسن منهاج در نقش داگ خان[۷]
- کایل مانی در نقش جودی[۷]
- زان مک‌کلارنون در نقش گیب ساویر

## تولید
در اکتبر ۲۰۲۱ اعلام شد که سونی در مقابل استودیوهای اپل، نتفلیکس و یونیورسال پیکچرز برای اکران انحصاری سینمایی یک مجموعه کمدی با محدوده سنی R و بسیار رقابتی با حمایت تهیه‌کننده-بازیگر جنیفر لارنس و کارگردان جین استوپنیتسکی پیروز شده‌است. لارنس، الکس ساکس، مارک پروویسیرو، نائومی اودنکرک، و جاستین پولسکی به عنوان تهیه‌کننده در فیلم حضور دارند در حالی که استوپنیتسکی فیلم‌نامه را با جان فیلیپس نوشته‌است. در ژوئیه ۲۰۲۲ گزارش شد که سونی این فیلم را به پیش خواهد برد و در ۱۶ ژوئن ۲۰۲۳ اکران خواهد شد.
در سپتامبر ۲۰۲۲، اندرو بارت فلدمن به عنوان نقش اول مرد به بازیگران پیوست، در حالی که لارا بنانتی و متیو برودریک در نقش والدین آن شخصیت انتخاب شدند. ابن ماس-بچراک نیز به بازیگران پیوست. در اکتبر ۲۰۲۲، ناتالی مورالس و اسکات مک‌آرتور به بازیگران پیوستند.
تصویربرداری اصلی در اواخر سپتامبر ۲۰۲۲ در مکان‌های مختلف شهرستان نساو در نیویورک، مانند همپستد، پوینت لوک‌آوت، لارنس و یونیوندایل آغاز شد. در اکتبر، تیم تولید صحنه‌هایی را در لیگ حیوانات ساحلی شمال آمریکا در پورت واشینگتن فیلم‌برداری کرد.
میخائل دانا و جسیکا رز وایس موسیقی متن فیلم را ساختند.

## انتشار
به دل نگیر در ۲۳ ژوئن ۲۰۲۳ در ایالات متحده منتشر شد. این فیلم در ابتدا قرار بود هفته قبل (۱۶ ژوئن ۲۰۲۳) منتشر شود.

### بازاریابی
کمپین بازاریابی به دل نگیر در ۶ مارس ۲۰۲۳ با تبلیغاتی تحت عنوان «به ماشین نیاز داری؟ با فرزندمان قرار بگذار» آغاز شد که بر روی بیلبوردها و دکه‌های روزنامه‌فروشی در سراسر ایالات متحده و همچنین پلتفرم‌های اجتماعی مانند اینستاگرام، ردیت و فیس‌بوک منتشر شد. تریلر این فیلم—که به تبلیغات می‌پردازد— در ۹ مارس ۲۰۲۳ برای عموم منتشر شد در ۲۴ آوریل ۲۰۲۳، یک تیزر پوستر با حضور لارنس و فلدمن منتشر شد.

## بازخورد

### گیشه
تا ۵ اوت ژوئیهٔ ۲۰۲۳، به دل نگیر ۵۰٫۴ میلیون دلار در ایالات متحده و کانادا و نیز ۳۴٫۷ میلیون دلار در سایر کشورها فروش داشته‌است که فروش جهانی آن در کل به ۸۵٫۱ میلیون دلار رسیده‌است.
در ایالات متحده و کانادا، به دل نگیر در کنار استروید سیتی که توزیع گسترده‌ای داشت، آغاز به اکران کرد و پیش‌بینی می‌شد در آخر هفته افتتاحیهٔ خود از ۳٫۲۰۸ سینما حدود ۱۲ میلیون دلار فروش داشته باشد. این فیلم در روز نخست اکران ۶٫۲۵ میلیون دلار، شامل ۲٫۱۵ میلیون دلار از پیش نمایش‌های پنجشنبه شب به دست‌آورد. این فیلم اندکی بیش از حد در گیشه عمل کرد که به فروش ۱۵٫۱ میلیون دلاری رسید و در رده چهارم قرار گرفت.

### منتقدان
در وبگاه جمع‌آوری نقد راتن تومیتوز، ٪۷۱ از ۲۱۷ بررسی منتقدان مثبت است و میانگینِ امتیاز آن ۶٫۱/۱۰ است. اجماع این وبگاه چنین می‌نویسد: «این کمدی نامرغوب اغلب فیلم را به طرز ناامیدکننده‌ای محتاط می‌کند، اما کار کمدی و دراماتیک جنیفر لارنس تضمین می‌کند که نتیجه نهایی باعث ایجاد هیچ مشکلی نیست می‌شود.» این فیلم در متاکریتیک که از میانگین وزنی استفاده می‌کند، بر اساس نظر ۵۰ منتقدین امتیاز ۵۹ از ۱۰۰ را کسب کرده که نشان‌گر «نقدهای مختلط یا متوسط» است. تماشاگران شرکت‌کننده در نظرسنجی سینماسکور، به این فیلم نمرهٔ «B+» در مقیاس «A+» تا «F» دادند، در حالی که نظرسنجی‌های پست‌ترک گزارش دادند که ۸۴ درصد از مخاطبان به فیلم نمره مثبت داده‌اند و ۵۹ درصد گفته‌اند که قطعاً آن را توصیه می‌کنند.